# Prugnanes
Prugnanes en francés y oficialmente, Prunhanas en occitano, es una localidad y comuna francesa, situada en el departamento de Pirineos Orientales, región de Languedoc-Rosellón e histórica de Fenolleda.
Sus habitantes reciben el gentilicio de prugnanols en francés.

## Geografía

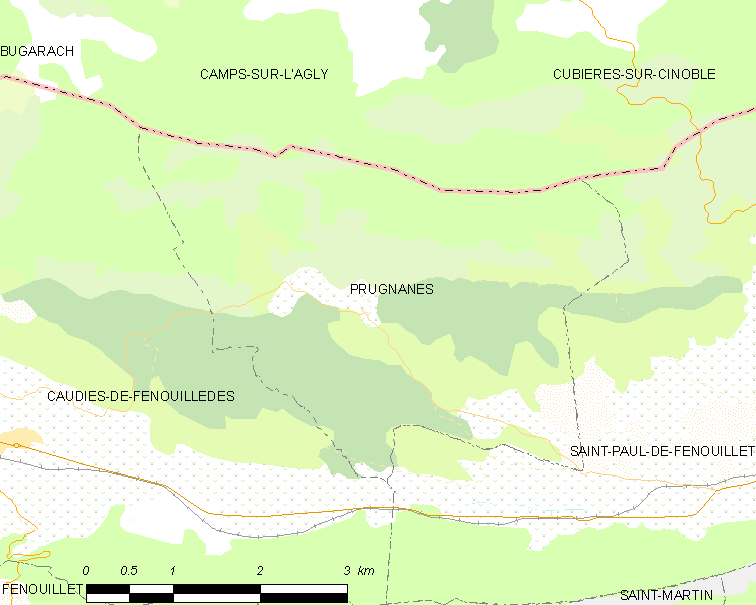
Situación de Prugnanes

## Demografía
| 85 | 79 | 65 | 55 | 69 |
| Para los censos de 1962 a 1999 la población legal corresponde a la población sin duplicidades (Fuente: INSEE [Consultar]) |    |    |    |    |